# Sven Fahlman
Sven Torsten Fahlman (Stockholm, 1914. július 11. – Sollentuna község, 2003. június 23.) olimpiai és világbajnoki ezüstérmes svéd vívó.

## Sportpályafutása
Tőr és párbajtőr fegyvernemekben egyaránt versenyzett, de nemzetközi szintű eredményeit párbajtőrvívásban érte el.